# Divine mais dangereuse
Pour plus de détails, voir Fiche technique et Distribution.
Divine mais dangereuse ou Un soir au bar McCool's au Québec (One Night at McCool's) est un film américain d'Harald Zwart sorti en 2001.

## Synopsis
Tout commence un soir dans un bar, le McCool's. Randy, le barman, sert comme d'habitude. Carl l'avocat, reste jusque tard dans la nuit. Dehling, le détective, n'arrive que lorsque le bar est devenu le lieu d'un crime.
Ce qui réunit ces trois hommes, c'est une passion commune pour Jewel Valentine, une jeune femme aux charmes ravageurs. Celle-ci est à la recherche du mari qui sera prêt à tout pour lui offrir la maison de ses rêves. Elle devient vite l'unique pensée des trois hommes.
Mais le magnifique rêve que vivait Randy aux côtés de sa belle se transforme vite en un terrible cauchemar. Pour y mettre fin, il n'y a qu'une solution : faire appel aux services d'un tueur à gages, Mr Burmeister, afin d'éliminer la sulfureuse Jewel.

## Fiche technique
Sauf indication contraire, les informations mentionnées dans cette section peuvent être confirmées par la base de données cinématographiques IMDb,  présente dans la section « Liens externes ».
- Titre : Divine mais dangereuse
- Titre québécois : Un soir au bar McCool's
- Titre original : One Night at McCool's
- Réalisation : Harald Zwart
- Scénario : Stan Seidel
- Directeur de la photographie : Karl Walter Lindenlaub
- Distribution des rôles : Juel Bestrop et Jeanne McCarthy
- Direction artistique : David Lazan
- Décors : Jon Gary Steele
  - Décors de plateau : Larry Dias
- Costumes : Ellen Mirojnick
- Montage : Bruce Cannon
- Musique : Marc Shaiman
- Production : Michael Douglas et Allison Lyon Segan
  - Production exécutive : Whitney Green
  - Production associée : Veslemøy Ruud Zwart
- Sociétés de production : October Films et Further Films
- Sociétés de distribution : USA Films (États-Unis), EuropaCorp Distribution  (France)
- Budget : 18 000 000 $
- Format : 35 mm – 1,85:1 – Couleur — Son Dolby Digital
- Genre : Comédie policière
- Pays d'origine :  États-Unis
- Langues : anglais, espagnol
- Durée : 93 minutes
- Dates de sortie :
  -  Royaume-Uni : 20 avril 2001
  -  États-Unis : 27 avril 2001
  -  France : 5 septembre 2001

## Distribution
- Liv Tyler (VF : Véronique Volta ; VQ : Isabelle Leyrolles) : Jewel Valentine
- Michael Douglas (VF : Patrick Floersheim ; VQ : Marc Bellier) : M. Burmeister
- Matt Dillon (VF : Constantin Pappas ; VQ : Daniel Picard) : Randy
- Paul Reiser (VF : Gabriel Le Doze ; VQ : Luis de Cespedes) : Carl Harding
- John Goodman (VF : Jacques Frantz ; VQ : Yves Corbeil) : Detective Dehling
- Reba McEntire (VF : Ivana Coppola ; VQ : Marie-Lou Dion) : Dr Green
- Andrew Dice Clay (en) (VF : Mathieu Buscatto ; VQ : Benoit Rousseau) : Utah / Elmo (crédité Andrew Silverstein)
- Richard Jenkins (VF : Pierre Dourlens) : Père Jimmy
- Kelly Slater : Jeep Owner
- David Kronenberg et Michael Kronenberg : Baby Tom
- Sandy Martin : femme du Bingo

 Source et légende : version française (VF) sur RS Doublage
 Source et légende : version québécoise (VQ) sur Doublage.qc.ca

## Production
Sauf indication contraire, les informations mentionnées dans cette section peuvent être confirmées par la base de données cinématographiques IMDb,  présente dans la section « Liens externes ».
Le tournage s'est déroulé du 16 août à novembre 1999 et s'est essentiellement déroulé dans l'État de Californie.

## Réception
Dans les pays anglophones, le film obtient un accueil critique mitigé à négatif, recueillant 33% d'avis favorables sur le site Rotten Tomatoes, basé sur 105 commentaires collectés et une note moyenne de 4.7⁄10 et un score de 46⁄100, basé sur 32 commentaires collectés, sur le site Metacritic.
Au box-office, le film rencontre un échec commercial, totalisant 13 473 370 $ de recettes mondiales, dont 6 290 673 $ seulement aux États-Unis. En France, le film totalise 152 750 entrées.